# 川添象郎
川添 象郎（かわぞえ しょうろう、1941年1月27日 - 2024年9月8日）は、日本の音楽プロデューサー。別名 川添象多郎。

## 経歴

### 生い立ち
女優の加賀まりこは幼馴染。慶應義塾幼稚舎、慶應義塾中等部を経て慶應義塾高等学校に進んだが、カトリックの信仰を持つ実母・原智恵子の意向でラ・サール高等学校に転校。ラ・サール在学中、1959年4月26日に母とガスパール・カサドの婚約が発表され、父から東京へ呼び戻されて和光高等学校に転校。和光高校卒業後、すぐにマグナム・フォト写真家ルネ・ブリやデニス・ストック等の来日時にアシスタントとして就く。

### 舞台芸術
1959年に舞台芸術研究のために渡米し、ラスベガスで働く。1960年にはニューヨークに移り、フラメンコギタリストとして過ごす。オフブロードウェイの前衛ポエトリーダンス『六人を乗せた馬車』（『フィネガンズ・ウェイク』の翻案）に参加し、作曲家の伊藤貞司とともに楽器演奏を担当する。この作品で脚色と舞台監督を務めた振付師ジャン・アードマンがオフブロードウェイの作品に与えられるオビー賞の特別引用賞を1963年に受賞した。この作品はその後もアメリカおよびヨーロッパ各地の舞台演劇祭などで上演され、1964年に当時前衛芸術の拠点であった草月会館で日本公演した。この時期にスペインへ渡り、帰国後、フラメンコの舞踏団を結成した。
経験を基に、芝高輪の光輪閣代表として国際文化交流していた父の川添浩史の活動に参加。1961年シアトル万国博で「文楽」の初のアメリカ公演のステージマネージャーを担当。1969年にミュージカル『ヘアー』来日公演のプロデューサーを務める。1970年2月に『ヘアー』の打ち上げで出演者と大麻パーティを開いて逮捕されて『ヘアー』日本上演は途中で打ち切りとなる。執行猶予の有罪判決を受けた。執行猶予期間中に大麻取締法違反で逮捕されて懲役8か月の実刑判決を受け、前橋刑務所で服役した。

### 音楽プロデューサー
1970年に村井邦彦、ミッキー・カーチス、内田裕也、木村英樹とともに音楽レーベル『マッシュルーム』を創立。小坂忠やガロなどのアーティストを輩出する。村井邦彦とともにアルファレコードを1977年に立ち上げ、音楽プロデューサーとして荒井由実（松任谷由実）やYMOなどのヒット曲を生み出した。
ファッション関連ではイヴ・サンローランの日本代表やピエール・カルダンのライセンス開発を手掛け、同時にその他の様々な分野でアーティストのマネージメントやプロモーション活動を行う。 特に日本人アーティストの海外への紹介には積極的で、YMOの世界公演を実現し、絵画芸術の分野では画家・今井俊満の海外プロモーション等の活動を行っている。

### 空間プロデューサー
バブル景気期の1980年代半ばに、空間プロデュースや外国人エグゼクティブを相手にした家具リース業などを手掛けた。尾崎豊は死去前日に、川添がプロデュースした後楽園ビアガーデンのオープンパーティーに青山学院高等部時代の友人たちと参加した。

### 音楽プロデューサーに復帰
のちに再び音楽プロデュース業に復帰し、SoulJaをプロデュースして『ここにいるよ』がヒットし、2008年リリースの青山テルマ feat.SoulJa『そばにいるね』は日本で最も売れたダウンロードシングルとしてギネス・ワールド・レコーズに認定された。2011年にレコード大賞作詞賞を受賞したふくい舞『いくたびの櫻』をプロデュース。

### 川添門下
小出明子と再婚後に誕生した男児、川添大嗣が部屋住み書生としてプロデューサー修行に入る。同時期に、サントリー・ジアスをともに制作した坂井直樹の教え子である泉志谷忠和を指導している。

### 死去
2024年2月に心停止して以降約半年入院した。2024年9月に福島県内の自宅で療養しながら音楽活動の再開を模索したが、9月8日に83歳で急性心不全により福島県内で他界した。

## 人物
父は東京飯倉（現：港区麻布台）にあるイタリアンレストラン「キャンティ」を創業した川添浩史（本名・紫郎、旧姓・後藤。川添家の養子となる）、生母はピアニスト・原智恵子（浩史と離婚後、チェロ奏者ガスパール・カサドと再婚）。
祖父は鈴木経勲と共に日本で初めて南洋群島を探検した後藤猛太郎（日活の前身・日本活動フィルムの初代社長）。明治の元勲、後藤象二郎は曽祖父に当たる。
初婚の相手は歌手の沢村美司子。その後沢村と離婚し、別の女性と結婚して離婚を経て1981年に風吹ジュンと結婚する。風吹との間に1男1女をもうけるも、1992年に自身の不倫が原因で離婚する。その後、「地上げの帝王」と異名された最上恒産社長早坂太吉の愛人だった小出明子と再婚して男児をもうける。明子は 林真理子の小説『アッコちゃんの時代』の「アッコ」のモデルとなった。荻野目慶子と不倫を報じられてまもなく別居する。2007年に整体師の女性と再婚する。
なかにし礼の実名小説『世界は俺が回してる』に主人公渡辺正文の親友として川添が登場する。
回想録などを残さなかった川添家で初めての自伝『象の記憶』を2022年7月に上梓した。

## 逮捕歴
1970年2月26日に、プロデューサーを務めるミュージカル『ヘアー』のメンバーらとマリファナパーティーを催して主犯として逮捕され、東京地方裁判所から懲役2年執行猶予5年の判決を受ける。1971年1月29日に、グループサウンズ『ザ・ゴールデン・カップス』のマリファナ事件を捜査する警視庁保安二課から、1970年10月に劇団天井桟敷の元俳優から大麻を譲り受けて使用した大麻取締法違反容疑で逮捕される。大麻1回目。
1982年11月に大麻取締法違反で逮捕され、自宅から覚醒剤を染み込ませた米ドル札が発見されて覚せい剤取締法違反で再逮捕される。大麻2回目、覚醒剤1回目。
1997年12月に、自社の元社員を手錠して縄で縛るなどして社長室内に20時間監禁して「お前のせいで4800万円損したんだ。3000万円に負けてやるから、きっちり払え」「この野郎、ぶっ殺してやろうか。俺たちはセメントだって用意してるんだぞ」「わからねえなら、指詰めさせてやろうか」などと脅し、顔面をエアガンで撃ち全身を木刀で殴打して全治2か月の重傷を負わせた監禁暴行の容疑で、全国に指名手配される。逮捕されて1998年3月に懲役3年執行猶予5年の有罪判決を受ける。
執行猶予期間中の1999年7月下旬に東京都千代田区の路上で、覚醒剤数グラムを車内に所持して職務質問で発見され、覚せい剤取締法違反（使用・所持）の現行犯で逮捕される。覚醒剤2回目。起訴されて1999年10月に懲役1年6か月の実刑判決を受ける。
2013年6月下旬に東京都港区内のコンビニ店で万引きして窃盗で逮捕され、不自然な言動から尿検査すると覚醒剤反応が陽性を呈し、覚せい剤取締法違反で再逮捕される。覚醒剤3回目。
保釈中の2013年10月と9月15日に都内港区のホテルで乾燥大麻1.7グラムを所持し、大麻取締法違反容疑で逮捕される。大麻3回目。
ブログに“大麻は酒・タバコに比べて身体的依存性もなく害が低い”と記す。
覚せい剤取締法違反ならびに大麻取締法違反の罪で求刑懲役3年で起訴され、2014年1月8日に東京地方裁判所で懲役2年の実刑判決を受ける。

## 主なプロデュース実績

### 音楽・レコードプロデュース
イエロー・マジック・オーケストラ
- ソリッド・ステイト・サヴァイヴァー（1979年、エグゼクティブ・プロデューサー）
- 公的抑圧（1980年、エグゼクティブ・プロデューサー）
- X∞増殖（1980年、エグゼクティブ・プロデューサー）
- BGM（1981年、エグゼクティブ・プロデューサー）
- テクノデリック（1981年、エグゼクティブ・プロデューサー）

荒井由実
- MISSLIM（1974年、村井邦彦と共同プロデュース）
- COBALT HOUR（1975年、村井邦彦と共同プロデュース）

カシオペア
- CASIOPEA（1979年、村井邦彦と共同プロデュース）
- SUPER FLIGHT（1979年、村井邦彦と共同プロデュース）
- MAKE UP CITY（1980年）
- CROSS POINT（1981年、ハーヴィー・メイソン、宮住俊介と共同プロデュース）

桐ヶ谷仁
- MY LOVE FOR YOU（1979年、村井邦彦と連名でエグゼクティブ・プロデューサー）

深町純
- On The Move（1978年、プロデューサー）
- 深町純＆ The New York All Stars Live（1978年、プロデューサー）
- Quark（1980年、プロデューサー）

タモリ
- タモリ3 －戦後日本歌謡史－（1981年、エグゼクティブ・プロデューサー）

尾崎豊
- 誕生（1990年、コンセプト・クリエイション）

ミッキー・カーティス
- デビュー40周年記念アルバム『From the moon for the trees / Just the rock'n' roll』（1994年、エグゼクティブ・プロデューサー）

佐藤博
- CREAMY AQUA（2007年、佐藤博との共同プロデュース）

SoulJa
- ここにいるよ feat.青山テルマ（2007年、プロデューサー）

IHL
- ロマンチスタ（2007年、プロデューサー）

青山テルマ
- そばにいるね feat.Soulja（2008年、プロデューサー）

スライ&ロビー
- Hurry Home（2008年、プロデューサー）

ふくい舞
- いくたびの櫻（2011年、プロデューサー）
- いくたびの櫻（Special Edition）（2011年、プロデューサー）

他にガロ、小坂忠、吉田美奈子、ブレッド&バター、スネークマンショー、サーカス、雪村いづみ、朝比奈マリア、いしだあゆみ、伊東ゆかり、ダニエル・ビダル、ルネ・シマール、N.Y.オールスターズ（フュージョン）、セルジオ・メンデス、ピア・ザドラ、日野皓正、リタ・クーリッジ、ジョージ・ウィンストンなど多数。

### ファッション
- イヴ・サンローラン日本代表
- ピエール・カルダン ライセンス開発
- レノマコスメティックス 設立

### イベント・プロデュース
1965年ニューヨーク オフブロードウェイの演劇、日本上演
1966年エルフラメンコ舞踏団結成プロデュース、演出及びフラメンコギタリストとして、全日本30ヶ所を公演
1968-1969年2年間にわたり東京ヒルトンホテル・シアターレストラン専属プロデュース
1969年ミュージカル「ヘアー」日本上演。東京公演後、大阪開催予定であったが、中止となり、解散
1970年東パキスタン・チャリティーコンサートをプロデュース
1971-1975年数々のコンサートプロデュース及び演出を行う
1977年パリの世界初のメンバー側ディスコティック（キャステル）プロデュース
1990年国鉄汐留貨物駅跡にて期間限定ビアレストラン（サントリー・ジアス）総合プロデュース（225日間に於いて客動員数20万人を達成）
1991年後楽園ビッグエッグシティ内にて期間限定ビアレストラン（キリンラガー・フィエスタ）総合プロデュース及びショウ演出（203日間に於いて客動員数18万人を達成）
1992年後楽園ビッグエッグシティ内にて期間限定ビアレストラン（キリンラガー・エスパーニャ）総合プロデュース及びショウ演出（160日間に於いて客動員15万人を達成） フジテレビジョンの要請により明治神宮絵画館にて（ラ・フィエスタ・ミッレミリア）会場プロデュース及び総合オペレーション
1993年国立代々木競技場にてLIVE UFO '93（キリンラガー・スポーツバー）に於いて全長200mのカウンターバーなどを総合プロデュース
新宿歌舞伎町にてビアレストラン（COCOLO CO）総合プロデュース、オープニングレセプションの際のプロデュース及び演出
1994年「第12回アジア競技大会広島1994」の本木雅弘パフォーマンス音楽制作
ミッキー・カーチス デビュー40周年記念イベント総合プロデュース 及びコンサート演出（中野サンプラザ）
1995年東京タワーにてキリンラガービール開き'95のイベント総合プロデュース、東京タワー初のグリーンのライトアップ（3日間の客動員数、1万5千人）
北海道札幌市真駒内滝野霊園にてお盆中のイベント（御霊前）総合プロデリュース

### 店舗プランニング
- 新宿エル・フラメンコ（東京・新宿）
- キャステル（東京・六本木）
- レストラン・チャイナドール（東京・青山）
- 西麻布キャンティ（東京・西麻布）
- メトロポール（東京・六本木）
- SEKITEI PLAZA（名古屋）
- イタリアンレストラン パークサイド（京都）
- 焼肉処 風々（京都）
- K ラウンジ（東京・赤坂）
- キャフェ メロス（東京・池袋）
- 立科芙蓉カントリー倶楽部 クラブハウス（長野）
- メイフラワー・ゴルフクラブ クラブバー（栃木・矢板）
- レストラン OZAWA（東京・白金台） 他

### TV番組プロデュース
- サウンド・イン"S"（TBS）
- ピエール・カルダン・ドキュメンタリー（TBS）
- YMO・ロサンゼルス・コンサートライブ（衛星中継・フジテレビ）
- 「そこが知りたい」ドキュメンタリー（TBS） 他

### マネージメント&コーディネーション
- デヴィッド・ハミルトン写真展
- デヴィッド・ベイリーCM
- デニス・ストック写真展
- カトリーヌ・ドヌーヴCM
- ジェーン・バーキンCM
- セルジュ・ゲンズブールCM
- ハーブ・アルパートCM
- セルジオ・メンデスCM
- 今井俊満絵画展

## 著作
- 「回想録・象の記憶」（2006年、「団塊パンチ vol.1」掲載）
- 『象の記憶 日本のポップ音楽で世界に衝撃を与えたプロデューサー』（2022年、DU BOOKS）